# Chung Ji-young
Chung Ji-young (auch Jeong Ji-yeong; * 19. November 1946 in Cheongju, Nord-Chungcheong) ist ein südkoreanischer Filmregisseur und Drehbuchautor. Er gehörte Ende der 1990er Jahre zu den einflussreichsten Personen des südkoreanischen Kinos.

## Leben
Chung ist Absolvent der Korea University. Nach seinem Abschluss arbeitete er als Regieassistent von Kim Su-yong. Chung gab sein Regiedebüt 1982 mit dem Mysteryfilm Mist Whispers Like Women (안개는 여자처럼 속삭인다). Seine Glanzzeit begann, als er sich von Melodramen und Thrillern distanzierte und stattdessen seriöse und realitätsbasierende Filme drehte, wie North Korean Partisan in South Korea (1989) und White Badge (1992) sowie Life and Death of the Hollywood Kid (1994).
Von 1998, dem Jahr in dem Chung Naked Being veröffentlichte, bis zur Premiere seines Films Unbowed auf dem Busan International Film Festival 2011, nahm Chung eine Auszeit von der Regieführung. Unbowed erwies sich als großer Erfolg für Chung. Der Film handelt von Korruption im Justizsystem und basiert auf einem wirklichen Vorfall. Unbowed erhielt positive Kritiken, erreichte in Südkorea 3,4 Millionen Kinobesucher und wurde als bester Film mit dem Paeksang Arts Award ausgezeichnet. Chung erhielt für den Film weiterhin den Blue Dragon Award in der Kategorie beste Regie.
Weiterhin veröffentlichte er 2012 den Film National Security, basierend auf den Geschehnissen rund um den Demokratieaktivisten Kim Geun-tae, der unter dem Regime Chun Doo-hwans gefoltert wurde. Chung gilt dadurch als Spezialist für Verfilmung realer Fälle. 2019 setzte er dies fort mit dem Finanzthriller Black Money, in dem Cho Jin-woong und Lee Ha-nee die Hauptrollen spielen.
Seit 2016 ist er Vorsitzender des Bucheon International Fantastic Film Festivals.

## Filmografie
Regie
- 1982: Mist Whispers Like Women (안개는 여자처럼 속삭인다)
- 1985: The Light of Recollection (추억의 빛)
- 1987: A Street Musician (거리의 악사 Geori-ui Aksa)
- 1987: A Woman on the Verge (위기의 여자)
- 1988: Mountain Snake (산배암)
- 1988: Yeoja-ga Sumneun Sup (여자가 숨는 숲)
- 1990: North Korean Partisan In South Korea (남부군/南部軍)
- 1991: Beyond the Mountain (산산이 부서진 이름이여)
- 1992: White Badge (하얀 전쟁 Hayan Jeonjaeng)
- 1994: Life and Death of the Hollywood Kid (헐리우드 키드의 생애)
- 1996: Seven Reasons Beer Is Better Than Love (맥주가 애인보다 좋은 일곱가지 이유)
- 1997: Blackjack (블랙잭)
- 1998: Naked Being (까 Kka)
- 2011: Unbowed (부러진 화살)
- 2012: National Security (남영동1985 Namyeong-dong 1985)
- 2019: Black Money (블랙머니)